# Sandra Regol
Sandra Regol (geboren op 13 april 1978) is een Franse politica van EELV en sinds de verkiezingen van 2022 lid van het parlement voor de 1e kieskring van Bas-Rhin.

## Politieke carrière
In het parlement zetelt Regol sindsdien in de Commissie voor Juridische Zaken. Naast haar commissiewerk maakt zij deel uit van de Franse delegatie in de Frans-Duitse Parlementaire Vergadering.
In 2023 behoorde Regol tot de links georiënteerde parlementariërs die bij de Grondwettelijke Raad bezwaar maakten tegen het wetsvoorstel van de regering dat het gebruik van door AI aangestuurde camera’s tijdens de Olympische Zomerspelen van 2024 in Parijs toestond.